# The Milepost
The Milepost ist eine englischsprachige, jährlich erscheinende Publikation. Sehr detailliert werden alle wichtigen Straßen im Nordwesten Kanadas sowie Alaskas beschrieben.
Beschaffenheit der Straßenabschnitte, Baustellen, Sehenswürdigkeiten, Motels usw. werden mit der jeweiligen Meilen- bzw. Kilometerangabe aufgeführt. Die Publikation gilt als Standardwerk für diese Region. Sie erschien erstmals 1949 mit einem Umfang von 72 Seiten. Die Ausgabe aus dem Jahr 2004 umfasst 768 Seiten auf Dünndruckpapier. Sie enthält viel Werbung von Tankstellen, Campingplätzen und Motels. The Milepost wird von der Morris Communications Company in Augusta, US-Bundesstaat Georgia herausgegeben.
- Erscheinungsdatum: 1. März 2004
- Auflage: 56
- ISBN 1-892154-14-5